# Hästefjorden

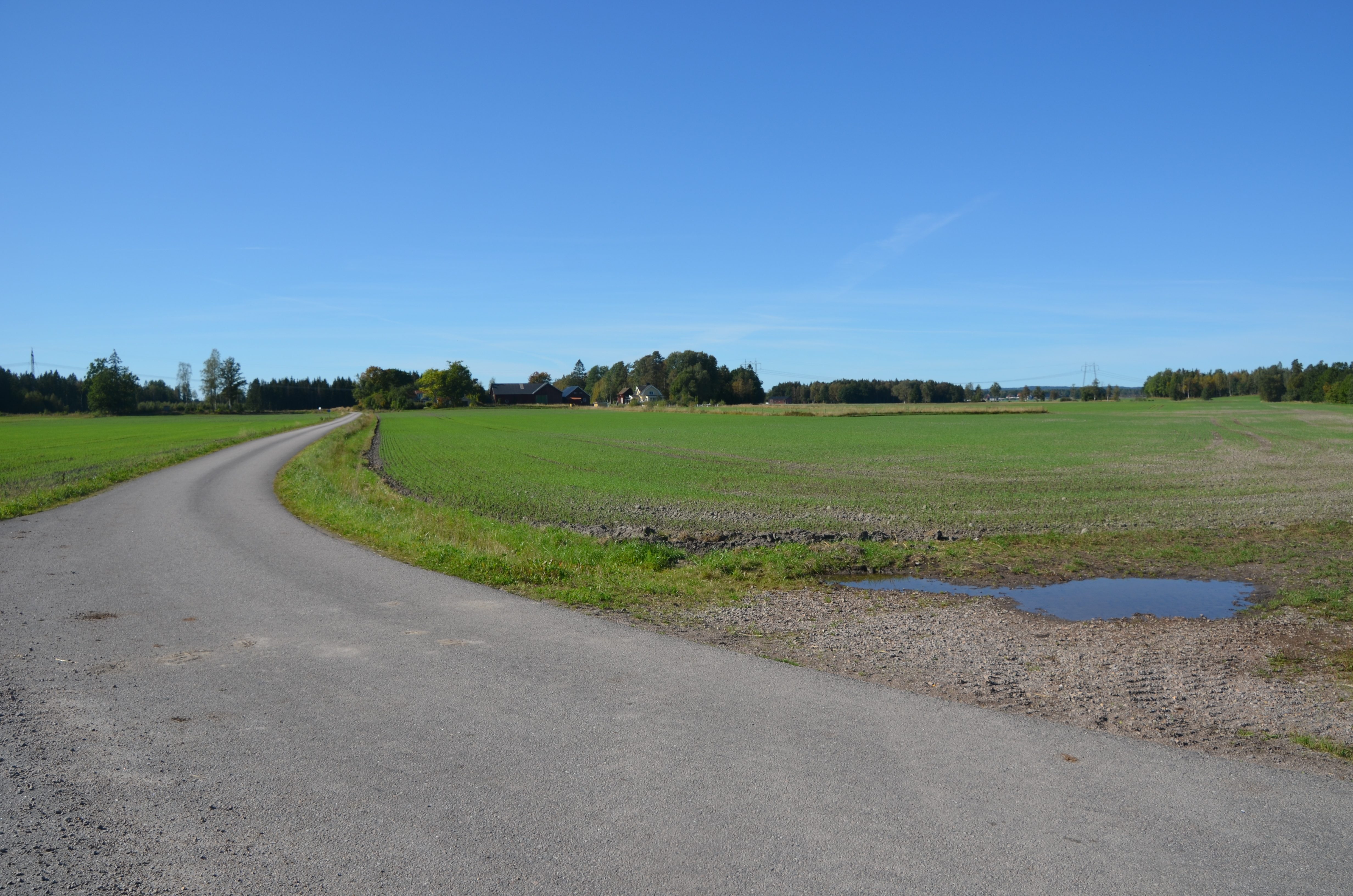
Tidigare Hästefjorden, vid norra delen av Stora Hästefjorden

Hästefjorden, var en insjö i Frändefors socken i Vänersborgs kommun i södra Dalsland som genom sänkning 1864–1868 delades i de två sjöarns Stora Hästefjorden och Östra (eller Lilla) Hästefjorden.
Sjön sänktes genom att fördjupa utloppet av dagens Lilla Hästefjorden, samt gräva och bygga Futtenkanalen mellan de två blivande sjöarna. Före sänkningen nådde sjön omkring fem kilometer längre norrut från dagens nordspets av Stora Hästefjorden. Sjön hade då en utdragen delvis långsmal hästskoliknande form. Halvön kallades Dernäset.
Ett stort antal stenåldersfynd har gjorts runt sjön. Här finns ungefär 200 boplatser från både äldre och yngre stenåldern. Dessa har framför allt upptäckts efter sänkningen på den tidigare sjöbotten. Den ojämna landhöjningen har fått sjön att långsamt växa norrut under århundradena vilket dolt stenåldersföremål som upptäckts efter sänkningen.